# ダイアナ・ヴリーランド
ダイアナ・ヴリーランド（Diana Vreeland、1903年7月29日-1989年8月22日）は、アメリカ合衆国のファッション雑誌編集者。

## 来歴
1903年、フランスパリで生まれる。裕福な家庭のもと、パリ、ロンドン、ニューヨークで育ち、銀行家と結婚した。1937年、『ハーパース・バザー』に加わり、1939年からの約25年間、ファッション・エディターとして活躍する。1962年、ライバル誌である『ヴォーグ』に移り、編集長に就任。以降、彼女のアシスタントであったグレース・ミラベラに代わる1971年まで編集長を務めた。その後は、メトロポリタン美術館の衣装部門のコンサルタントとして活躍した。

## 人物
約40年間に渡ってファッション・エディターとして第一線で活躍し、引退後もメトロポリタン美術館の衣装部門のコンサルタントとしてファッション界に大きな影響力を持ち続けた。後年、同じ『ヴォーグ』の編集長となるアナ・ウィンター同様、ファッション・アイコンとして常に注目を浴びる存在であった。ファッションに芸術性や非現実性を求め、オートクチュールの隆盛に大きく貢献した他、新しい才能を発掘し、数多くのデザイナー、写真家、モデルを世に送り出したことで知られている。また、私室のインテリアは全て赤で統一されていたことも有名で、彼女の華やかな嗜好を示しているといえる。彼女が『ヴォーグ』編集長を退いた1970年代は、ファッション界がオートクチュールからプレタポルテへと移行した時期に当たり、彼女の華やかで高級志向な紙面作りは、もはや時代にかみ合わなくなっていた。
オードリー・ヘプバーン主演の『パリの恋人』に登場するファッション雑誌編集長マギーは彼女をモデルにしているといわれている。

## フィルムポートレイアル
- インファマス（Infamous）
- ファクトリー・ガール
- ダイアナ・ヴリーランド 伝説のファッショニスタ（Diana Vreeland: The Eye Has to Travel）